# Pomoce archiwalne
Pomoce archiwalne – pomoce ewidencyjne i informacyjne w postaci inwentarzy, katalogów, skorowidzów (indeksy, sumariusze, repertoria), przewodników, oraz elektronicznych baz danych, sporządzane w celu zarządzania zasobem, jego popularyzacji i udostępniania. Dostępne na miejscu w archiwach w formie kartkowej, książkowej lub elektronicznej, w bibliotekach i czytelniach w formie książkowej oraz online poprzez strony internetowe archiwów.

## Inwentarz archiwalny
Jedna z najważniejszych pomocy archiwalnych, sporządzana zawsze dla jednego zespołu lub zbioru archiwalnego, odzwierciedla układ materiałów w całym zespole (zbiorze) ułatwiając szybkie dotarcie do interesującej nas jednostki. Ze względu na formę zewnętrzną dzielimy inwentarze na kartkowy i książkowy.
- Inwentarz kartkowy składa się z uporządkowanych kart inwentarzowych, gdzie każda karta odpowiada jednej jednostce inwentarzowej.
- Inwentarz książkowy poprzedzony jest wstępem, w którym zamieszcza się: dzieje ustrojowe twórcy zespołu archiwalnego, dzieje zespołu, jego charakterystykę archiwalną (np. granice chronologiczne, terytorialne, stan zachowania itp.), zawartość zespołu i analizę metod opracowania całości. Część właściwa inwentarza książkowego składa się z opisów uporządkowanych według zasad i metod przyjętych w archiwistyce jednostek archiwalnych. W skład opisu jednostki w inwentarzu książkowym wchodzą: sygnatura, tytuł oraz daty skrajne. Inwentarz książkowy przyjmuje często formę publikowaną.

Wyróżnia się również:
- inwentarz idealny, który uwzględnia całość materiałów zespołu, nawet jeżeli jego część uległa zniszczeniu, lub zaginęła. Scala on zespół (zbiór) pod względem informacyjnym;
- inwentarz realny odnoszący się tylko do materiałów zachowanych w danym zespole (zbiorze);
- inwentarz topograficzny (rozstawniczy) wskazuje dokładne miejsce przechowywania określonych materiałów archiwalnych w magazynach archiwalnych.

## Katalog archiwalny
Pomoc archiwalna, w której gromadzi się informacje o jednostkach archiwalnych dotyczących konkretnego zagadnienia, a wchodzących w skład zespołu, jego części, lub wielu zespołów. Przykładem katalogu archiwalnego mogą być:
- Katalog rękopisów średniowiecznych Biblioteki Kórnickiej, oprac. Jerzy Zathey, Wrocław 1963;
- Katalog planów miast w zbiorach Archiwum Głównego Akt Dawnych w Warszawie, oprac. Kazimierski J., Warecka D., Warszawa 1953.

## Skorowidz archiwalny
Pomoc archiwalna zawierająca usystematyzowany (rzeczowo, chronologicznie lub alfabetycznie) wykaz haseł sporządzanych w formie kartkowej lub książkowej i obejmujących jeden lub wiele zespołów, pozwalająca na szybkie dotarcie do poszukiwanych materiałów. Do skorowidzów archiwalnych zalicza się:
- Indeks archiwalny – skorowidz złożony z haseł i odsyłaczy, którymi są sygnatury jednostek zawierających informacje na podany w haśle temat. Wyróżnia się indeksy: rzeczowe, osobowe, geograficzne, przy czym wybór rodzaju indeksu uzależniony jest od treści archiwaliów. Indeks może obejmować część zespołu, cały zespół, bądź też kilka zespołów, zaś odnosić się może zarówno do poszczególnych dokumentów, jak i jednostek archiwalnych.
- Repertorium archiwalne – forma skorowidza zawierająca charakterystykę treści poszczególnych archiwaliów wraz z podaniem wskaźników liczbowych (sygnatur, numerów stron) umożliwiających szybkie dotarcie do nich, najczęściej używany do opisu poszczególnych pism.
- Sumariusz archiwalny – najdokładniejszy ze skorowidzów odnoszący się do treści poszczególnych dokumentów, zawierając ich regesty (ułożone najczęściej rzeczowo), daty oraz sygnatury dla dokumentów samodzielnych sygnatury i numery stron dla dokumentów wchodzących w skład jednostki archiwalnej.

## Przewodnik archiwalny
Pomoc archiwalna, najczęściej w formie publikacji, ujmująca archiwalia grupowo, sporządzana przy wykorzystaniu dokładniejszych pomocy archiwalnych. Zawiera charakterystykę serii, zespołów lub zasobów poszczególnych archiwów nie odnosząc się przy tym do pojedynczych jednostek, czy dokumentów. Wyróżnia się:
- Przewodnik po archiwum – opisuje zasób jednego archiwum charakteryzując w skrócie poszczególne zespoły, czy zbiory, zawiera historię danego archiwum, jego dane adresowe oraz warunki korzystania z materiałów archiwalnych.
- Przewodnik po zespole (zbiorze) archiwalnym – pomoc zawierająca opis poszczególnych, wyodrębnionych tematycznie części zespołu, w których na opis składają się: numer kolejny, tytuł grupy rzeczowej, daty skrajne, opis treści grupy rzeczowej i sygnatura. Jeżeli dany zespół uległ rozproszeniu, zadaniem przewodnika jest jego scalenie w sposób idealny.
- Przewodnik tematyczny – przewodnik ujmujący materiały archiwalne dotyczące wybranego zagadnienia, różniące się głębią informacyjną sięgającą od zasobów międzynarodowych po pojedynczy zespół.
- Przewodnik historyczno-ustrojowy – przewodnik obejmujący materiały archiwalne wytworzone podczas funkcjonowania urzędów konkretnej władzy, bez względu na to, gdzie te archiwalia się znajdują i w jakim są stanie.

## Wybrana literatura
- Budka W., Indeksy archiwalne. Koreferat, „Archeion”, T. 37, 1962, s. 136-139.
- Kłysa S., Ewidencja i zabezpieczanie materiałów archiwalnych w archiwach państwowych, T. 95, 1995, s. 67-75.
- Konarski K., Indeks archiwalny-prób metody, „Archeion”, T. 36, 1962, s. 13-35.
- Konarski K., Sporządzanie sumariuszy i indeksów w archiwach, „Archeion”, T. 37, 1962, s. 129-135.
- Konarski K., Wstęp do inwentarza zespołu archiwalnego. Zasady opracowania, „Archeion”, T. 21, 1952, s. 192-201.
- Kroll B., Sporządzanie podstawowych systematycznych archiwalnych pomocy informacyjnych do najnowszych materiałów archiwalnych. Rozwiązania i propozycje, „Archeion”, T. 78, 1984, s. 45-102.
- Ohryzko-Włodarska Cz., Pomoce informacyjne w archiwach. Stan obecny i perspektywy na przyszłość, „Archeion”, T. 68, 1979, s. 87-97.
- Ohryzko-Włodarska Cz., Inwentarz kartkowy jako materiał do opracowania pomocy archiwalnych poza inwentarzem archiwalnym, „Archeion”, T. 65, 1977, s. 33-46.
- Pańkow S., Przewodniki archiwalne, „Archeion”, T. 45, 1966, s. 15-27.
- Piechota R., Pomoce archiwalne-stan obecny i perspektywy, „Archeion”, T. 67, 1979, s. 53-71.
- Ryszewski B., Przegląd oraz tematyka pomocy archiwalnych polskich i obcych opublikowanych w ostatnim ćwierćwieczu, „Archeion”, T. 88, 1990, s. 7-21.
- Stebelski A., Jeszcze o sumariuszu, „Archeion”, T. 27, 1957, s. 267-277.
- Stebelski A., Sumariusz jako naukowa pomoc ewidencyjna w archiwach, „Archeion”, T. 24, 1955, s. 142-175.
- Wolff A., Archiwalne inwentarze, „Archeion”, T. 17, 1948, s. 151-163.